# Saint-André-de-Rosans
Saint-André-de-Rosans – miejscowość i gmina we Francji, w regionie Prowansja-Alpy-Lazurowe Wybrzeże, w departamencie Alpy Wysokie.

## Demografia
Według danych na rok 1990 gminę zamieszkiwało 141 osób, a gęstość zaludnienia wynosiła 3,85 osób/km². W styczniu 2015 r. Saint-André-de-Rosans zamieszkiwało 150 osób, przy gęstości zaludnienia wynoszącej 4,1 osób/km².